# Chow Yun-fat
Chow Yun-fat 周潤發 pinyin: Zhōu Rùnfā (født 18. maj 1955 i Hongkong) er en hongkongkinesisk skuespiller. Han havde sit store gennembrud i Vesten med John Woos heroic bloodshed-film A Better Tomorrow, The Killer (sammen med Sally Yeh) og Hard-boiled, men hans karriere omfatter også en hel del film i genrer som drama og romantik.

## Filmografi i udvalg
- A Better Tomorrow (1986)
- City on Fire (1987)
- An Autumn's Tale (1987)
- A Better Tomorrow II (1987)
- The Eighth Happiness (1988)
- All About Ah-Long (1989)
- The Killer (1989)
- A Better Tomorrow III (1989)
- God of Gamblers (1989)
- Once a Thief (1991)
- Hard Boiled (1992)
- The Replacement Killers (1998)
- The Corruptor (1999)
- Anna and the King (1999)
- Tiger på spring, drage i skjul (2000)
- Bulletproof Monk (2003)
- Curse of the Golden Flower (2006)
- Pirates of the Caribbean: Ved verdens ende (2007)